# TASS

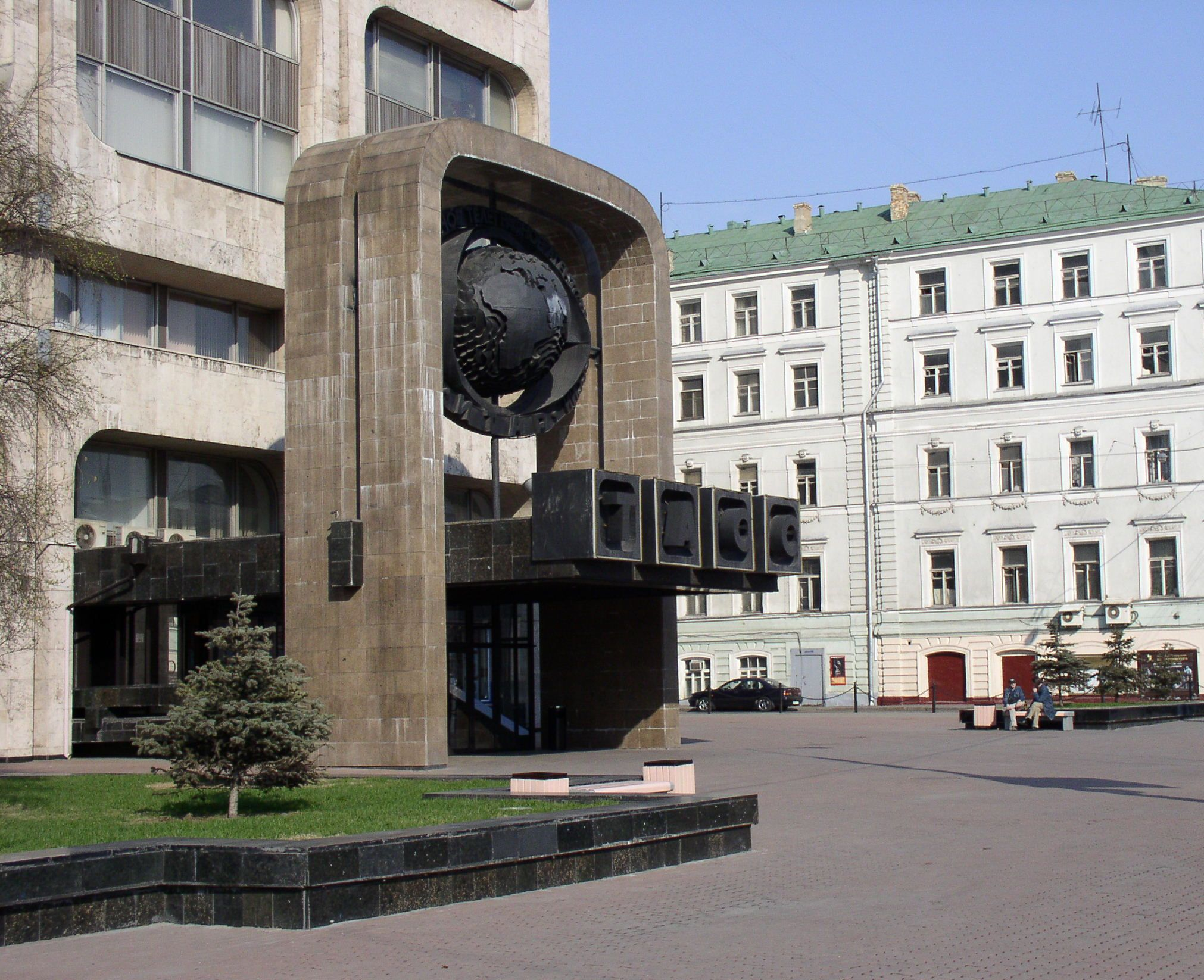
Hauptverwaltung der TASS in Moskau

TASS (russisch ТАСС) ist eine staatliche russische Nachrichtenagentur mit Hauptsitz in Moskau. Unter wechselnden Bezeichnungen besteht sie seit 1904 und ist heute eine der größten Nachrichtenagenturen des Landes. Von 1992 bis 2014 veröffentlichte die Agentur unter dem Namen ITAR-TASS als „zentrale staatliche Nachrichtenagentur“. Über ein Netz in- und ausländischer Büros werden Text- und Bilderdienste in vielen Sprachen bedient. Die Agentur ist in Form einer FGUP organisiert, d. h. sie ist ein Staatsunternehmen.

## Geschichte
TASS war ursprünglich die Abkürzung für ‚Telegrafenagentur der Sowjetunion‘ (russisch Телеграфное агентство Советского Союза – Telegrafnoje Agentstwo Sowjetskogo Sojusa).

### Sankt-Petersburger Telegrafenagentur (1904–1918)
Die Geschichte der Agentur begann bereits im zaristischen Russland, als am 1. September 1904 in Sankt Petersburg die Sankt-Petersburger Telegrafenagentur (SPTA; russisch Санкт-Петербургское телеграфное агентство, СПТА) als erste offizielle Nachrichtenagentur Russlands ihren Betrieb aufnahm. Gut zehn Jahre später wurde am 18. August 1914 Sankt Petersburg in Petrograd umbenannt. Im Zuge dessen änderte sich am darauffolgenden Tag der Name der Agentur in Petrograder Telegrafenagentur (PTA, russisch Петроградское телеграфное агентство, ПТА).

### ROSTA (1918–1925)
Wiederum vier Jahre später entschied das Präsidium des Allrussischen Zentralen Exekutivkomitees (russisch Всероссийский центральный исполнительный комитет, ВЦИК), die damals oberste gesetzgebende, anordnende und kontrollierende Behörde Russlands, die PTA mit dem Büro für Zeitungswesen beim WZIK zusammenzulegen und unter der Bezeichnung Russische Telegrafenagentur beim Allrussischen Zentralen Exekutivkomitee, kurz ROSTA (russisch Российское Телеграфное агентство при Всероссийском Центральном Исполнительном Комитете, РОСТА) weiterzuführen.

### TASS (1925–1992)
Den wohl bekanntesten und bis heute gängigen Namen erhielt die Agentur am 10. Juli 1925: Auf Anweisung des Präsidiums des Zentralen Exekutivkomitees und des Rates der Volkskommissare wurde die Telegrafenagentur der Sowjetunion, Телеграфное агентство Советского Союза, Telegrafnoje agenstwo Sowjetskogo Sojusa, kurz TASS, eingerichtet, die als zentrales Informationsorgan des Landes von ROSTA den Hauptbereich Nachrichtenagentur übernahm und selbständig weiterführte.
Während der Zeit des Zweiten Weltkrieges wurde eine eigene Redaktion für die Kriegsberichterstattung eingerichtet. Viele TASS-Korrespondenten arbeiteten zu dieser Zeit unmittelbar an der Front.
In der UdSSR war TASS die einzige Nachrichtenagentur mit internationalem Nachrichtenaustausch, das heißt, sie war die einzige Agentur, die Nachrichten aus der Sowjetunion an ausländische Nachrichtenagenturen übermittelte bzw. aus dem Ausland empfangene Meldungen in der Sowjetunion verbreitete. Zudem waren die Nachrichtenagenturen der einzelnen Sowjetrepubliken struktureller Bestandteil von TASS, wie RATAU in der Ukraine, BELTA in Belarus oder KAZTAG in Kasachstan. Etwa 4000 Zeitungen, Fernseh- und Rundfunkstationen in der UdSSR sowie über 1000 Medien im Ausland empfingen in Spitzenzeiten Meldungen und Fotos von TASS. Die Nachrichtenagentur unterhielt in dieser Zeit eines der größten Korrespondenten-Netzwerke der Welt mit 682 Büros in der Sowjetunion, 94 Büros im Ausland und annähernd 2000 Text- und Bild-Berichterstattern.

### ITAR-TASS (1992–2014)
Nach dem Ende der Sowjetunion erhielt die Agentur 1992 die Bezeichnung Informations- und Telegrafen-Agentur Russlands (russisch Информационное телеграфное агентство России, Informatsionnoje telegrafnoje agentstvo Rossii). Dem wurde wegen der weltweiten Bekanntheit als Nachrichtenmarke die bisherige Bezeichnung „TASS“ beigefügt, sodass Nachrichten nun unter der Marke ITAR-TASS verbreitet wurden. Später wurde dabei die Abkürzung TASS in Telegrafnoje agentstwo swjasi i soobschtschenija (dt.: ‚Telegrafenagentur für Kommunikation und Meldungen‘) umgedeutet.

### TASS (seit 2014)
Am 1. September 2014, dem 110. Jahrestag ihres Bestehens, kehrte die Agentur schließlich zu ihrer vormaligen Marke zurück und tritt seitdem nur noch als TASS auf, wobei die offizielle Bezeichnung der Agentur weiterhin russisch Федеральное государственное унитарное предприятие «Информационное телеграфное агентство России (ИТАР-ТАСС)» (Federalnoje gosudarstvennoje unitarnoe predprijatije «Informatsionnoje telegrafnoje agentstvo Rossii (ITAR-TASS)») ist.
TASS hat ihren Hauptsitz in Moskau am Twerskoi-Boulevard.

### Zusammenarbeit mit der KCNA
Am 8. Oktober 2019 unterzeichneten TASS und die Koreanische Zentrale Nachrichtenagentur (KCNA), das zentrale Propagandaorgan Nordkoreas, ein Kooperationsabkommen zur gemeinsamen Bekämpfung von „Fake News“. Das Abkommen sieht zudem vor, dass die beiden staatlichen Agenturen Material austauschen und „Journalisten unterstützen“. Ein älteres Abkommen zwischen den beiden Staatsmedien besteht schon seit 2005. Was TASS und KCNA unter „Fake News“ verstehen, wurde in dem Abkommen nicht definiert. Die propagandistische Berichterstattung der nordkoreanischen Agentur legt nahe, dass fast jede Botschaft, die von der Sichtweise des nordkoreanischen Regimes abweicht, als „Fake News“ ausgelegt wird. Der Generaldirektor der Presse- und Informationsabteilung des nordkoreanischen Außenministeriums lobte russische Medien für ihre „faire und objektive“ Beschreibung der „prinzipientreuen Positionen“ der nordkoreanischen Führung.

### Zusammenarbeit mit Reuters
Seit Juni 2020 verbreitete TASS Inhalte auch über Reuters Connect, der Plattform von Thomson Reuters für Digital Content. Reuters beendete diese Zusammenarbeit am 23. März 2022 wegen wachsender Kritik an der Berichterstattung des russischen Überfalls auf die Ukraine durch TASS.